# Aniba
- Commons
- Wikispecies

Aniba Aubl.  é um género botânico pertencente à família Lauraceae.

## Sinonímia
- Aydendron  Nees

## Espécies
- Aniba burchellii
- Aniba guianensis
- Aniba pedicellata
- Aniba rosaeodora
- Lista completa